# 纽罗省

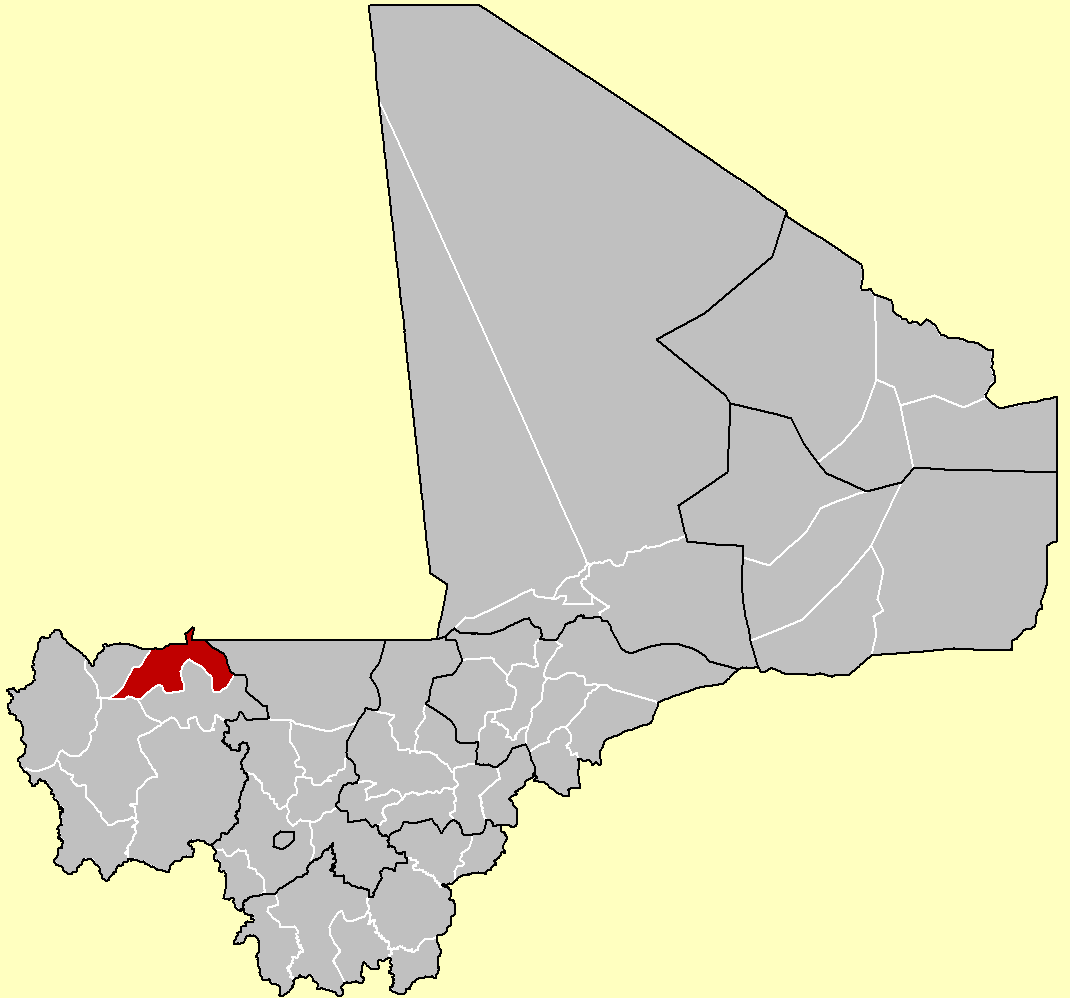

纽罗省（法語：Cercle de Nioro du Sahel），是馬里的省份，位於該國西部，由卡伊區負責管轄，首府設於萨赫勒地区纽罗，面積11,060平方公里，2009年人口230,488，該省人口密度每平方公里21人。